# Płodowitowo
Płodowitowo (bułg. Плодовитово) – wieś w południowej Bułgarii, w obwodzie Stara Zagora, w gminie Bratja Daskałowi. Według danych Narodowego Instytutu Statystycznego, 31 grudnia 2011 roku wieś liczyła 652 mieszkańców. Sobór odbywa się w październiku.

## Położenie
Wieś położona jest nad rzeką Omurowską. 2 km od wsi znajduje się autostrada 

## Infrastruktura społeczna
W centrum Płodowitowa znajduje się park i plac. Funkcjonuje szkoła podstawowa Prosweta, biblioteka oraz dom kultury, w którym działa grupa folklorystyczna. Znajduje się poczta oraz kmetstwo, w którym mieszczą się też gabinety lekarskie.